# 296 v.Chr.
Het jaar 296 v.Chr. is een jaartal volgens de christelijke jaartelling.

## Gebeurtenissen

### Italië
- In Rome wordt de Tempel van Bellona gebouwd op het Marsveld.

### China
- De Bamboe-annalen (pinyin: Zhushu jinian 竹書紀年, Wade-Giles: Chu-shu Chi-nien) worden begraven in het graf van koning Xiang van Wei.

### Europa
- Koning Elidurus (296 - 291 v.Chr.) bestijgt na zijn vrijlating opnieuw de troon van Brittannië.

### Griekenland
- Demetrius Poliorcetes begint een veldtocht tegen Sparta.